# Federata e Futbollit e Kosovës
Kosovos fotbollsfederation, FFK, (albanska: Federata e Futbollit e Kosovës; serbiska: Fudbalski Savez Kosova) är Kosovos fotbollsförbund med säte i Pristina. Förbundet grundades den 2008 med uppgift att främja och administrera den organiserade fotbollen i Kosovo, och att företräda den utanför landets gränser. Den 3 maj 2016 blev Kosovo medlem i Uefa och den 13 maj samma år blev de även medlemmar i Fifa  och får därmed spela sina första kvalmatcher inför VM 2018 och EM 2020.